# ルパン三世 セブンデイズ・ラプソディ
- ルパン三世 > ルパン三世 セブンデイズ・ラプソディ
- トムス・エンタテインメントの作品一覧 > ルパン三世 セブンデイズ・ラプソディ
- 金曜ロードショー > ルパン三世 セブンデイズ・ラプソディ

『ルパン三世 セブンデイズ・ラプソディ』（ルパンさんせい セブンデイズ・ラプソディ）は、モンキー・パンチ原作のアニメ『ルパン三世』のTVスペシャルシリーズ第18作。2006年9月8日に日本テレビ系の『金曜特別ロードショー』にて放送された。視聴率は17.7%。

## 概要
1週間後の日曜日に大仕事を控えたルパンたちが、偶然出会った少女の依頼や、民間軍事会社の陰謀、そして巨大なダイヤモンド「女神の涙」を巡って交錯し、奮闘する姿が描かれる。
監督は、1990年代前半に製作されたTVスペシャル（1990年の『ヘミングウェイ・ペーパーの謎』、1991年の『ナポレオンの辞書を奪え』、1993年の『 ルパン暗殺指令』）で原画やメカニックデザイナーを務め、後に『ルパン三世VS名探偵コナン』等でも監督を務める亀垣一、脚本は初期TVスペシャルにおいて数多くの作品を手掛けた柏原寛司が『1$マネーウォーズ』3年ぶりに務めており、現時点で柏原はシリーズ最後の参加となっている。
一方で『TV第2シリーズ』以来ほぼ全作品の音響効果を担当してきた糸川幸良が、この作品を最後にシリーズを降板。また『TV第1シリーズ』の放送開始当初から文芸および脚本監督として関わっていた飯岡順一もアニメへの参加は本作が最後となり、以後はコミック版のシナリオ編集に専念することになった。
本作を収録したブルーレイ版が「ルパン三世 テレビスペシャル LUPIN THE BOX ～TVスペシャル BD コレクション～」内で発売された。

## あらすじ
日曜日。ニューヨークのとある競馬場にてルパン三世は相棒の次元大介と組んで騎手に化けて八百長試合を行い、不人気馬を勝たせて超大穴を作り出す。そして正規の馬券ではなく、マフィアのノミ屋から高額配当を得るという形で銭形警部も出し抜いて荒稼ぎを行う。しかし、これも本計画のシミュレーションであり、ルパンの真の狙いは1週間後の日曜日における注目のステークスでの売上金の強奪であった。
次元と別れ、1週間後に向け待機状態に入ったルパンは、怪しげな男たちに追われている少女・ミシェルを助ける。ブラックカードを持ち、ホテルの最高級スイートに泊まれる超大金持ちの令嬢と察せられるミシェルはルパンの正体を知っている上で、悪事を働く父親から大きな人工ダイヤモンドを盗み出して欲しいと頼む。一方の次元はかつて南アフリカ某国の傭兵任務で共に戦ったことがある旧知の傭兵・ライアットと再会する。当時ライアットは王女ジェニーを守ることができず、次元とわだかまりがあったが、仲直りとして簡単だという仕事を依頼する。それは、かつての上官であったキューイック大佐の仕事で金曜までに片付くという話だったため、次元はこれを受ける。
ミシェルの依頼に関して次元と手が組めず、峰不二子と石川五ェ門に声をかけるルパンであったが、不二子は土曜から開催されるニューヨークのマディソン・スクエア・ガーデンで開かれる世界最大のダイヤモンド展示・即売会の商品を金曜の夜に盗み出す計画を立てていた。特に彼女の狙いは展示会の目玉展示物で、アメリカ大統領が購入した世界最大の原石をカッティングした「女神の涙」であった。五ェ門は彼女に雇われていたが、ルパンの「父と娘を仲直りさせる仕事」というフレーズに興味を持ち、不二子に黙って手助けすることを決める。ミシェルが待つホテルに帰ってきたルパンと五エ門であったが、裏社会でファイヤーの名で知られる男がミシェルを誘拐しているところに出くわす。ルパン達は彼女を救おうとするも、ミシェルを連れたファイヤーに逃げられてしまう。
ミシェルがタイに連れ去られたことを知ったルパンは五エ門と同地に向かうが、五エ門は早々に不二子に呼び戻されてしまい、ルパンは怪しげな男たちに捕まってしまう。彼らはミシェルの父で、世界的な民間軍事会社「MIX」の社長ガズ・キューイックの部下であった。キューイックは直接ルパンを尋問するが、娘を救いに来たという彼の言葉を信じられず、自分の極秘プロジェクトが狙われていると勝手に勘違いする。一方、このキューイックこそ次元とライアットの雇い主であり、彼らの仕事とはこの極秘プロジェクトを守るというものであった。それはニトログリセリンを圧縮封入した人工ダイヤの高性能爆弾「N.D.W.（ニトロ・ダイヤモンド・ウェポン）」であり、ミシェルは盗み出して欲しいと言っていた人工ダイヤの正体であった。やむを得ずルパンと次元は敵対関係となるが、実はライアットとキューイックもまたそれを見越していた。ミシェルを助け出し地下研究所に潜入したルパンであったが、次元の妨害を受け、ライアットにミシェルを奪還された上、施設ごとNDWで爆破される。ライアットの真の狙いはNDWの情報を盗み出し、副社長に売り込むことであり、ミシェルを人質にして彼を脅し、抵抗されたためやむなくショットガンで撃つ。窮地を脱したルパンと次元がキューイックの執務室に乗り込むと大量の血を流し床に倒れているキューイックがいるのみであった。
ライアットはファイヤーらを従えてニューヨークに舞い戻ると、MIXの副社長が迎え出る。実は2人は手を組んでおり、副社長が会社の実権を握り、ライアットは報酬を得るというものであった。社長に昇格した副社長は、キュービック前社長の方針は変えず、計画を遂行すると宣言する。その計画とは10キロ四方を爆破できるNDWを、「女神の涙」とすり替えることによってホワイトハウス内に運ばせ、直接大統領を脅迫し、自社に都合の良い政策を実行させるというものであった。一方の不二子らに、出店者の一人で警備計画を知るダノンが近づく。ダノンの狙いもまたダイヤ強奪であり、手を組みたいという申し出を不二子は快く受ける。しかし、そのダノンこそ「MIX」の手の者であることが示唆される。
金曜の夜。不二子と五エ門はダイヤ強奪計画を実行に移すが、肝心の「女神の涙」を盗む時にダノンによって警備システムが解除されてしまう。警備員に追われる2人を尻目にダノンは「女神の涙」をNDWのイミテーションとすり替える。そしてヘリで現場を後にするが、そこにはルパンが潜んでおり、本物の「女神の涙」を密かに盗み出す。しかし、銭形の介入を受け、「女神の涙」は海に落ちてしまう。そしてルパン一味はMIX社に集まり、ライアットと「女神の涙」を持つダノンが計画がうまくいったと談笑している会議室へと乗り込む。ライアットは首元にNDWを付けたミシェルを人質に危機を脱しようとするが、ルパン一味の巧みな連携で彼女を爆弾から救い出す。しかし、ライアットとダノンはその隙を突いて地下シェルターへと向かい、通信を使ってルパンらに勝利宣言を行う。ここでルパンは偽「女神の涙」であるNDWは、アメリカに搬入される際に前もって自分がすり替えていた偽物であること、さらにダノンのヘリの中で、そのNDWと本物をすり替えたことを明かす。自分たちが爆弾を抱えていることを知って恐怖する2人にルパン達は別れの言葉を告げ、爆弾を起爆させる。
父が死んだと聞かされ悲しんでいたミシェルであったが、実は一命を取り留めており、バンコクの病院に収容されていることをルパンは明かす。ミシェルはルパンに感謝し、彼女のブラックカードを目当てに護衛役を買って出た不二子と共にタイへと向かう。
日曜日。ニューヨークをハリケーンが襲いレースは中止となっていた。レース場にてショックを受けるルパンを銭形が追うシーンで物語は閉じる。

## 登場人物

### レギュラー
ルパン三世
かの名高き怪盗アルセーヌ・ルパンの孫で、自らも世界的な大怪盗かつ変装の達人。
1週間後に控えた競馬場の大仕事を前に、偶然出会った少女ミシェルの依頼を受けてMIX社を襲うことになる。
次元大介
コンバットマグナムを使う射撃の名手でルパンの相棒。
ルパンとの大仕事を1週間後に控えた中で、因縁ある旧知の傭兵ライアットの紹介を受け、MIX社の社長キューイットの仕事を受ける。
石川五ェ門
古の大泥棒・石川五ェ門の十三代目。最強の刀「斬鉄剣」を使う居合い抜きの達人。
不二子のダイヤ強奪計画に雇われているがルパンの仕事に興味を持ち、手を貸す。
峰不二子
ルパン一味の紅一点で、付かず離れずの存在。時にはルパン達を利用したり、裏切ったりすることも多い。
マディソン・スクエア・ガーデンで開かれる世界最大のダイヤモンド展示・即売会において、世界最大の原石をカッティングした巨大なダイヤ「女神の涙」を強奪しようと狙っている。
銭形警部
ルパン一味を追うICPOの捜査官。ルパン専任捜査官であるため、ルパンに関係する事件なら世界中どこでも捜査権が認められている。
ルパンの行方を追ってタイやニューヨークと世界各地を奔走する。

### ゲストキャラクター
ミシェル・キューイック
本作のゲストヒロイン。ガズ・キューイックの娘。16歳。
家一軒を一括購入できる「ブラックカード」を所持する気の強い美少女。仕事を優先して母の死に目に会えなかった父ガズを軽蔑し、これを困らせるため、家出した上で、さらに重用なプロジェクトの要という人工ダイヤ（NDWのこと）を盗み出すことをルパンに依頼する。
ガズ・キューイック
警備会社「MIX」の社長。ミシェルの父。
実態としては民間軍事企業である世界的な警備会社「MIX」の社長で、元は大佐という軍人上がりの男。世界情勢が変わる中、会社業績の見通しを良くするため人工ダイヤの爆弾「N.D.W.」を開発し、これでアメリカ政府を脅迫する「女神の涙作戦」の計画を建てる。その中で「N.D.W.」を狙う者達の情報を入手し、これを守るためにかつての部下ライアットと、その紹介で次元を雇う。物語中盤でライアットの裏切りに遭い、至近処理から腹部をショットガンで撃たれるも、NDWに関する機密情報を破棄し意識を失う。そのまま亡くなったように演出されるが、終盤で一命をとりとめてバンコクの病院に収容されていることが判明する。
ライアット
キューイックに雇われた傭兵。
身体中にショットシェル（散弾銃の弾丸）の弾帯を巻きつけていることが特徴のスキンヘッドの偉丈夫。次元の旧知の人物であり、かつて共に南アフリカ某国の傭兵の仕事を受けるが、次元から任されたジェニー王女の命を守れなかったという過去がある。このため次元とはわだかまりがあるが、それを清算する意味も込めてキューイックの仕事を紹介する。しかし、真の狙いはルパンと共倒れさせることであり、さらには初めから旧知の副社長と手を組んでキューイックを裏切る算段であった。ただし、社会的な地位には興味がなく、あくまで金と本物の「女神の涙」だけを貰うとする。
副社長
警備会社「MIX」の副社長。
物語前半においてしばしばキューイックとテレビ会議を行う男。彼もまた傭兵上がりで、かつてアフガンにおいてライアットと面識がある。密かに社長の座を狙っており、ライアットと手を組んで社長を亡き者とし、物語後半において社長の座につく。しかし、経営方針は変えず、「女神の涙作戦」もそのまま当初通りに実行に移すと宣言する。
「女神の涙作戦」を実行に移すことを宣言する会議を最後に劇中には登場せず、最終的な去就は不明。
ダノン
ダイヤモンド展示・即売会の出店者。
恰幅が良く、人当たりの良いビジネスマンといった風体の中年男。物語前半に展示会関係者としてわずかに登場するが、その際に袖口にタトゥーが見え、傭兵上がりであることが示唆される。後半に入って自ら不二子に声を掛け、ダイヤ強奪計画の協力者となるが、実は「MIX」社の手の者であり、すべては「女神の涙」とNDWをすり替えることが目的であった。
ファイヤー
キューイックの部下。本名不明。
裏社会で「ファイヤー」という通称で知られる若い男。その名の通り、発火装置のボールを武器に用いる。キューイックに雇われて2人の仲間と共にミシェルの行方を追い、ルパンと五エ門双方を出し抜いてまんまと彼女の誘拐に成功する。ライアットの裏切りにも従い、物語後半では彼の部下として行動する。
終盤においてMIX社ビルの前にやってきた次元を追い払おうとしたところを、集まってきた不二子や五エ門に仲間と共に酷い目に合わされ噴水の中に落とされる（このシーンはコメディ調で生死は不明）。
ジェニー
南アフリカ某国の王女。故人。
かつて次元が雇われた王国の王女で、彼と恋仲になっていた女性。敵勢力が王宮に迫る中、次元よりライアットに身柄を託され、国外脱出するはずであったが、これに失敗し、事故で爆死してしまう。次元とライアットのわだかまりの原因となる（ただし、ライアットに瑕疵はないため、次元も復讐はしようとしない）。

## 用語
女神の涙
本作において不二子が狙っているお宝。アフリカより採取された世界最大の原石を、アメリカ大統領が購入し、カッティングさせたという円錐形の大きなダイヤモンド。マディソン・スクエア・ガーデンで開かれるダイヤ展示即売会にて展示された後、そのままホワイトハウスに運ばれ収蔵される予定となっている。
N.D.W.（ニトロ・ダイヤモンド・ウェポン）
MIX社が開発した人工ダイヤ内に圧縮したニトログリセリンを詰めた爆弾兵器。見た目は自然のダイヤと見分けがつかない。遠隔装置によって爆破することができ、威力も調整できるが、「女神の涙」クラスの大きさだと10キロ四方を破壊できるほどの威力が出せるという。
女神の涙計画
ガズ・キューイックがNDWを使って計画していた陰謀。ホワイトハウスに納入される予定であった「女神の涙」をNDWによる偽物にすり替え、それを密かにアメリカ政府に伝達し、脅迫するというもの。位置情報を把握する液体も封入されており、移動させても爆破すると脅せるようになっていた。

## 声の出演
- ルパン三世 - 栗田貫一
- 次元大介 - 小林清志
- 石川五ェ門 - 井上真樹夫
- 峰不二子 - 増山江威子
- 銭形警部 - 納谷悟朗
- ミシェル・キューイック - 伊瀬茉莉也
- ガズ・キューイック - 津嘉山正種
- ライアット - 立木文彦
- 副社長 - 玄田哲章
- ダノン - 秋元羊介
- ファイヤー - 咲野俊介
- ジェニー - 安藤麻吹
- 競馬アナウンサー - 小林皓正
- トゥクトゥクの運転手 - 岩崎ひろし
- 僧侶 - 松尾まつお
- デイモン - 姫野惠二
- コックス - 斉藤瑞樹
- コリアーノ - 川鍋雅樹
- フロントマン - 奥田啓人
- 警官A - 伊丸岡篤
- 警官B - 後藤淳一
- 警官C - 呉本圭崇
- マフィアA - 雨宮弘樹
- マフィアB - 伊牟田大
- マフィアC - 皆木俊彦
- 売り子 - 木川絵理子

## スタッフ
- 原作 - モンキー・パンチ（MPワークス、ルパン三世officialマガジン刊）
- 企画 - 大澤雅彦、松元理人
- 監督 - 亀垣一
- 脚本 - 柏原寛司
- 音楽 - 大野雄二
- 音楽監督 - 鈴木清司
- 録音監督 - 加藤敏
- 音響効果 - 糸川幸良
- 音響制作 - 東北新社
- 音響制作担当 - 大野拓也
- 美術監督 - 飯島由樹子
- 作画監督 - 高橋信也、柳瀬譲二、依田正彦、斉藤雅和、八崎健二
- 絵コンテ - 亀垣一、鍋島修、高田耕一、小倉宏文、徳本善信、高木茂樹、殿勝秀樹
- キャラクターデザイン - 平山智
- メカニックデザイン・メカ作画監督 - 水村良男
- 色彩設計 - 山上愛子
- 撮影監督 - 大坪聡
- 編集 - 佐野由里子
- 制作担当 - 綿引圭
- 演出 - 小倉宏文、徳本善信、浅見松雄
- プロデューサー - 中谷敏夫（日本テレビ）、尾﨑穏通（TMS）
- アシスタントプロデューサー - 青木隆介（TMS）
- 脚本プロデューサー - 飯岡順一
- 音楽プロデューサー - 山田慎也、澤藤弘一
- オープニングテーマ「ルパン三世のテーマ'80」（2005version）
  - 作曲 - 大野雄二
- エンディングテーマ「ミシェル」
  - 作詞 - Miliyah
  - 作曲 - 大野雄二
  - 歌 - 加藤ミリヤ
  - オリジナル・サウンドトラック - 「ルパン三世 セブンデイズ ラプソディ」
- 取材協力 - モーション・ブルー・ヨコハマ
- 企画・制作 - 日テレ、トムス・エンタテインメント
- 製作・著作 - トムス・エンタテインメント